# Emmanuelle Mignon
Emmanuelle Mignon, född 1968, var representant för den franska medfursten i Andorra 2007–2008. 	